# Massa na relatividade especial
O termo massa em Relatividade Especial é comumente usado por físicos significando uma quantidade que não depende do observador ou do referencial inercial usado para observá-la. Entretanto, devido ao termo massa relativística ser também usado, isto ocasionalmente gera confusão.
A massa de repouso de um objeto (também conhecida como massa invariante, massa intrínseca ou massa própria) é uma quantidade independente de observador que é sinônimo de massa. Por outro lado massa relativística de um objeto aumenta com sua velocidade e depende do referencial. O conceito de massa relativística foi caindo em desuso gradualmente em Física desde 1950, quando partículas físicas mostraram a relevância da massa invariante, ao ponto que a massa relativística é praticamente sem uso na literatura científica em 2007. Entretanto, material do início da década de 20, escrito por físicos renomados, fez o nome massa relativística ficar popular em discussões e ainda é encontrado em livros hoje em dia.